# 月の溶岩洞

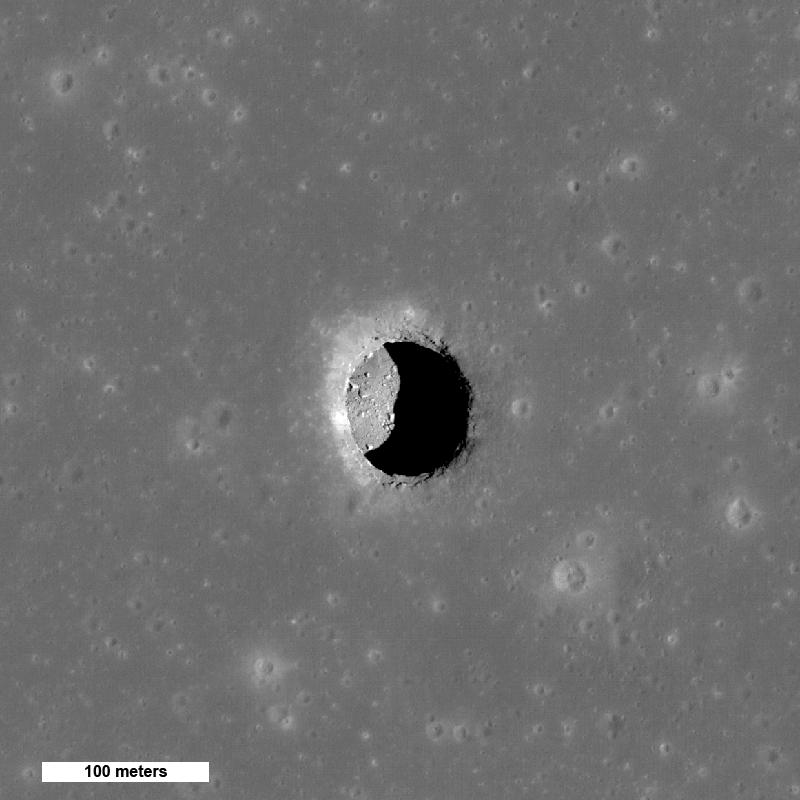
月面に発見された深さ100 mの縦穴。溶岩洞の天窓と推測されている。

月の溶岩洞（つきのようがんどう、英: Lunar lava tube）は、月の地下にある溶岩流により形成されたとみられる洞窟（溶岩洞）である。溶岩洞は、地表を流れる溶岩の流路の表面が冷えて固まり蓋をされることで形成される。溶岩の流量が減少すると、流路は空になっていき、内部が空洞の洞窟が形成される。月の溶岩洞は地表に0.4–6.5°の角度の傾斜で形成される。大きな溶岩洞は重力で崩壊してしまうが、低重力のために月では幅が500 mにも達する可能性がある。しかしながら、こうした安定した溶岩洞も、月震や隕石の衝突により破壊されてしまうかもしれない。
いくつかの溶岩洞では、洞窟の屋根が崩落してできた"天窓" (skylight) が露わになっている。

## 発見

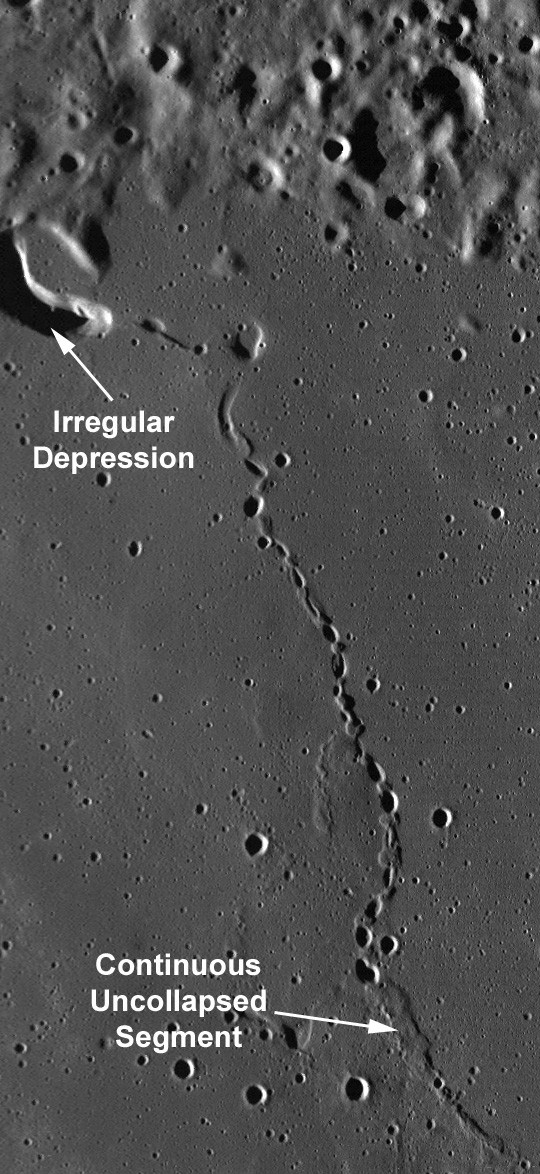
崩落して形成された縦穴が曲がりくねって未崩落の溶岩洞へと続いているとみられる写真。地形の長さは約50 kmにもおよぶ。

月の溶岩洞とリル（溶岩が流れたような筋状の地形）の有力な候補としては、嵐の大洋のマリウス丘地域のものが知られている。2008年、日本の月探査機かぐやの観測データからこの地域にて初めて溶岩洞の天窓とみられる縦穴が発見された。2011年にはNASAのルナー・リコネサンス・オービター (LRO) が縦穴のより詳細な写真を撮影し、この穴が直径約65 m、深さが約36 mであることが明らかになった。雨の海に存在するハドリー・リルは崩落した溶岩洞だとみられるが、こちらも一部はまだ天井のある洞窟となっている可能性がある。また晴れの海にも溶岩洞が存在するかもしれない。
LROは地下の空洞の天窓の可能性のある200以上の縦穴を撮影しており、これらは直径5 mの小さなものから900 mの大きなものまで多岐にわたっている。しかしこれらには溶岩洞の天窓ではなく他の噴出物によるものが多く含まれると推測されている。
インドのチャンドラヤーン1号は月の赤道近くで古代の溶岩流により形成された長さ約2 km、幅約360 mのリルを撮影したが、画像には未崩落の溶岩洞とみられる区間が存在することが示されていた。
NASAのGRAILによる重力の観測からは、月には幅が1 kmを超える巨大な溶岩洞が存在する可能性が示唆されている。幅と高さの比を3:1と仮定すると、こうした構造は僅か2 mの厚さがあれば安定して存在することができる。もし溶岩洞が地下500 mに存在するなら、理論上は幅が5 kmに及ぶものさえ安定して存在することができる。

## 探査
いくつかのグループにより、月・火星の溶岩洞の無人探査が構想されている。

## 月面基地の可能性
月の溶岩洞は人間の居住地として重要な役割を果たす可能性がある。洞窟は直径300 m以上の広さに及ぶかもしれず、また厚さ40 mの玄武岩に覆われた地下は-20℃の安定した温度となる。これらの天然の洞窟は宇宙線や隕石といった厳しい環境を阻む防壁となる。地表の激しい温度変化からも守られた溶岩洞は、生命のための安定した環境となりうる存在である。月の溶岩洞は一般的に月の海と高地の境界付近に発見されているため、通信のために標高の高い地域にアクセスすることも、打ち上げ施設やレゴリス・地下資源の採掘のために平原に赴くことも容易である。